# Edward Goodrich Acheson
Edward Goodrich Acheson (Washington, 9 de Março de 1856 — Nova Iorque, 6 de Julho de 1931) foi um químico estadunidense.
Ajudou Thomas Edison a aperfeiçoar a iluminação eléctrica e a sua instalação em cidades da Itália, Bélgica e Holanda. Utilizando fornos eléctricos obteve pela primeira vez moissanite (que provem do Carbeto) (1891) e a grafite Acheson (1896).
Descobriu a acção lubrificante das suspensões de grafite e, em 1929, recebeu a primeira medalha Acheson, criada  em sua honra pela Sociedade Americana de Electroquímica.